# 11-es busz (Bátonyterenye)
A bátonyterenyei 11-es jelzésű autóbuszok a városi önkormányzat megrendelésére a Volánbusz üzemelteti. A járat Kisterenye, vasútállomás és Szupatak között közlekedik naponta. Menetideje 13-14 perc.

## Útvonala
| Szupatak felé                                                              | Kisterenye, vasútállomás felé                                             |
| -------------------------------------------------------------------------- | ------------------------------------------------------------------------- |
| Kisterenye, vasútállomás. – Vasút út – Zrínyi Miklós út – Fő út – Szupatak | Szupatak – Fő út – Zrínyi Miklós út – Vasút út – Kisterenye, vasútállomás |

## Megállóhelyei
| 11 (Kisterenye, vasútállomás (– Jászai úti iskola) – Szupatak) |                            |          |                              |                                                                                    |
| Perc (↓) | Megállóhely                | Perc (↑) | Megállóhelyet érintő járatok | Fontosabb létesítmények                                                            |
| 0 | Kisterenye, vasútállomás   | 13       | 3, 11, 11A 3126              | Kisterenye                                                                         |
| 2 | Kisterenye, Egyházi iskola | 11       | 3, 3A, 11, 11A               | II. János Pál Pápa Katolikus Óvoda és Általános Iskola                             |
| A szürke háttérrel jelölt megállókat csak Szupatak felől iskolai előadások napján induló 6:35-ös és 13:10-es járatok érintik amik, Kisterenye, egyházi iskola megállóig közlekednek |                            |          |                              |                                                                                    |
| ∫ | Jászai úti iskola          | +1       | 3, 3A, 3C, 11A               | Bátonyterenyei Kossuth Lajos Térségi Általános Iskola és Alapfokú Művészeti Iskola |
| 4 | Vízmű feljáró út           | 9        | 11, 11A                      |                                                                                    |
| 4 | Kisterenye, téglagyár      | 6        | 11, 11A                      |                                                                                    |
| 11 | Szúpataki elágazás         | 2        | 11, 11A                      |                                                                                    |
| 13 | Kányási átjáró út          | 1        | 11, 11A                      |                                                                                    |
| 14 | Szúpatak, templom          | 0        | 11, 11A                      |                                                                                    |

## Útvonalváltozatok
| A bátonyterenyei 11-es busz járatai                       | A bátonyterenyei 11-es busz járatai                                                                                           |
| Útvonal                                                   | Indulások |
| --------------------------------------------------------- | --- |
| Kisterenye, vasútállomás → Szupatak                       | Munkanapokon: 6.22 (iskolai előadások napján) 6.30, 12.50, 16.25 (tanszünetben) Szabad- és munkaszüneti napokon: 7.45, 12.50  |
| Szupatak → Kisterenye, vasútállomás                       | Munkanapokon: 16.55 (iskolai előadások napján) 6.45, 13.10, 16.40 (tanszünetben) Szabad- és munkaszüneti napokon: 7.55, 13.10 |
| Szupatak → Jászai úti iskola → Kisterenye, egyházi iskola | Munkanapokon: 6.35, 13.10 (iskolai előadások napján)                                                                          |

## Külső hivatkozások
- Valós idejű utastájékoztatás Archiválva 2018. augusztus 21-i dátummal a Wayback Machine-ben